# Sirimongkol Rattanapoom
Sirimongkol Rattanapoom (thailändisch ศิริมงคล รัตนภูมิ; * 21. Mai 2002 in Nakhon Sawan), auch als Tann bekannt, ist ein thailändischer Fußballspieler.

## Karriere

### Verein
Tann Sirimongkol erlernte das Fußballspiele in der Jugend von Leicester City im englischen Leicester. Im Juli 2020 wechselte er in die Juniorenmannschaft des belgischen Vereins Oud-Heverlee Löwen. Hier kam er in der Saison 2022/23 15-mal in der 2. Mannschaft in der dritten Liga zum Einsatz. Im Juli 2024 kehrte er nach Thailand zurück. Hier unterschrieb er in Uthai Thani einen Vertrag beim Erstligisten Uthai Thani FC. 
Sein Erstligadebüt gab Sirimongkol am 11. August 2024 (1. Spieltag) im Auswärtsspiel gegen den Lamphun Warriors FC. Bei der 1:0-Niederlage stand er in der Startelf und wurde in der 46. Minute gegen Narakorn Noomchansakul ausgewechselt.

### Nationalmannschaft
Tann Sirimongkol nahm 2023 mit der thailändischen U23-Mannschaft an den Asienspielen in China teil. In der Gruppenphase belegte man den dritten Platz und qualifizierte sich für das Achtelfinale. Hier unterlag man dem Iran mit 2:0 und schied aus dem Wettbewerb aus.